# 李學忠 (建築師)
李學忠（1960年8月18日—），出生於台灣台北市，為台灣國寶級建築師李重耀之子。李學忠於1989年學成歸國，出任龍鼎集團及重耀建築師事務所董事長兼主席。

## 個人經歷
- 西班牙 巴賽隆納大學都市設計研究所研究，並師承西班牙建築大師 Oriol Bohigas與David Mackay參與1992年奧運村規劃
- 美國 JONESMAYER INC 設計師
- 美國 HELLMUTH, OBATA & KASSABAUM INC. 設計師
- 1989年美國建築師AIA設計獎
- 淡江大學建築系兼任副教授
- 1991年中華民國第二十九屆十大傑出青年(80年度)
- 1992年受邀主講「1992年巴塞隆納奧運會對巴塞隆納都市之建設與衝擊」於臺北市政府第二屆都市設計研討會講師
- 1993年受邀于六年國建經建研討會，主講「21世紀購物中心之規劃與設計」
- 1994年受邀於上海市政府殯葬改革研討會
- 1995年受邀於北京清華大學建築客座講授
- 2003年內政部建築研究所古蹟暨歷史建築物維修匠師培訓班講師(1、2、3屆)

## 現任職務
- 中華民國建築技術學會名譽理事長
- 重耀建築師事務所董事長
- 龍鼎開發建設股份有限公司董事長
- 淡江大學建築系副教授
- 國泰世華商業銀行建築顧問
- 臺北市旅館公會建築顧問
- 中華民國建築技術學會常務理事及秘書長
- 中華全球建築學人交流協會理事
- 文字方塊: 美國旅館管理協會高級督導會員
- 土耳其文化交流促進協會監事
- 中華營建基金會董事
- 台灣李氏宗祠董事
- 台北市李氏宗親會理事
- 華人照明設計師聯合會首席顧問

## 受褒獎
- 1991年 李總統登輝先生召見
- 2004年 台北市政府第三屆都市設計景觀大獎
- 2007年 台北市政府「國定古蹟士林官邸凱歌堂暨慈雲亭修復工程」模範工地

## 設計作品
- Noorwood Country Club-Spring Filed, MO, USA
- Barnes Hospital, Clayton, St. Louis, MO, USA
- St. John’s General Hospital, Springfield, MO, USA
- Hammon’s Heart Institute, Springfield, MO, USA
- St. John’s Cancer Center, Springfield, MO, USA
- Stockhoff Nursing Home, Fredericktown, MO, USA
- St. Louis University Medical Center-Firm in Desloge Hospital, MO, USA
- St. Louis University School of Medicine, OH, USA
- St. Vincent Hospital Extension, Toledo, St. Louis, MO, USA
- Evanston Hospital, Evanston, IL, USA
- Lourdes Hospital, Paducah, KT, USA
- Providence-St. Margaret Health Center, Kansas City, Kansas, USA